# Clynotoides
Clynotoides Mello-Leitão, 1944 è un genere di ragni appartenente alla famiglia Salticidae.

## Etimologia
Il nome deriva dal genere Clynotis, con cui ha diverse caratteristiche in comune, e il suffisso greco -οἶδες, -oìdes, che significa somigliante a, simile a.

## Distribuzione
L'unica specie oggi nota di questo genere è stata rinvenuta in Argentina.

## Tassonomia
A dicembre 2010, si compone di 1 sola specie:
- Clynotoides dorae Mello-Leitão, 1944[2] — Argentina